# Penninc
Penninc (13e eeuw), vermoedelijk een 'artiestennaam' van iemand die voortdurend geld tekortkwam, was een Nederlandstalige auteur, geboren en getogen in het graafschap Vlaanderen, enkel en alleen bekend van één roman in verzen: de Arthurroman "Walewein" alias de "Jeeste van Walewein en het Zwevende Schaakbord". Penninc liet deze roman (bewust?) onvoltooid. Traditioneel denkt men dat Penninc overleed, maar niet zonder zijn 'plan' te hebben doorgegeven aan Pieter Vostaert, die de roman van een slot voorzag door er ongeveer 3300 versregels aan toe te voegen. Of Penninc en Pieter Vostaert elkaar werkelijk gekend hebben is onzeker, maar geenszins onmogelijk.
Het is ondenkbaar dat Penninc de Roman van Walewein geschreven kan hebben zonder andere teksten te hebben geschreven (verteld of vertaald), maar als dat inderdaad het geval is dan is daar geen letter van bewaard gebleven. Ook wordt zijn naam nergens in de overgeleverde Middelnederlandse literatuur genoemd.
Analyse van de Roman van Walewein laat zien dat Penninc een grondige kennis had van zowel 'Engelse' als continentale Arthurromans en daarnaast ook van het Oudfranse chanson de geste.
Hoewel we niets weten van Penninc behalve dat hij een Vlaming was, is hij een van de zeer weinige Middelnederlandse epische auteurs van wie de naam bekend is.